# Currie Cup (1999)
Currie Cup 1999 – sześćdziesiąta pierwsza edycja Currie Cup, najwyższego poziomu rozgrywek w rugby union w Południowej Afryce. Zawody odbyły się w dniach 2 czerwca – 9 września 1999 roku.

## Faza grupowa
| 2 czerwca 1999 | Natal Sharks | 17:12 | Falcons | Kings Park Stadium, Durban |
| 2 czerwca 1999 |              | 17:12 |         | Kings Park Stadium, Durban |

| 3 czerwca 1999 | Western Province | 21:19 | Border Bulldogs | Newlands Stadium, Kapsztad |
| 3 czerwca 1999 |                  | 21:19 |                 | Newlands Stadium, Kapsztad |

| 3 czerwca 1999 | Free State Cheetahs | 41:22 | Griqualand West | Vodacom Park, Bloemfontein |
| 3 czerwca 1999 |                     | 41:22 |                 | Vodacom Park, Bloemfontein |

| 3 czerwca 1999 | Boland Cavaliers | 47:24 | Western Transvaal | Boland Stadium, Wellington |
| 3 czerwca 1999 |                  | 47:24 |                   | Boland Stadium, Wellington |

| 3 czerwca 1999 | Blue Bulls | 89:31 | Griffons | Loftus Versfeld Stadium, Pretoria |
| 3 czerwca 1999 |            | 89:31 |          | Loftus Versfeld Stadium, Pretoria |

| 4 czerwca 1999 | Mighty Elephants | 16:22 | Golden Lions | PE Stadium, Port Elizabeth |
| 4 czerwca 1999 |                  | 16:22 |              | PE Stadium, Port Elizabeth |

| 9 czerwca 1999 | Natal Sharks | 54:15 | Western Transvaal | Kings Park Stadium, Durban |
| 9 czerwca 1999 |              | 54:15 |                   | Kings Park Stadium, Durban |

| 9 czerwca 1999 | Golden Lions | 40:3 | Border Bulldogs | Ellis Park, Johannesburg |
| 9 czerwca 1999 |              | 40:3 |                 | Ellis Park, Johannesburg |

| 9 czerwca 1999 | Pumas | 43:24 | Griffons | Johann van Riebeeck Stadium, Witbank |
| 9 czerwca 1999 |       | 43:24 |          | Johann van Riebeeck Stadium, Witbank |

| 9 czerwca 1999 | Free State Cheetahs | 82:0 | Boland Cavaliers | Vodacom Park, Bloemfontein |
| 9 czerwca 1999 |                     | 82:0 |                  | Vodacom Park, Bloemfontein |

| 9 czerwca 1999 | Western Province | 24:33 | Blue Bulls | Newlands Stadium, Kapsztad |
| 9 czerwca 1999 |                  | 24:33 |            | Newlands Stadium, Kapsztad |

| 11 czerwca 1999 | Griqualand West | 27:39 | SWD Eagles | Absa Park, Kimberley |
| 11 czerwca 1999 |                 | 27:39 |            | Absa Park, Kimberley |

| 16 czerwca 1999 | Western Transvaal | 23:58 | Blue Bulls | Rustenburg Platina Rugby Club, Rustenburg |
| 16 czerwca 1999 |                   | 23:58 |            | Rustenburg Platina Rugby Club, Rustenburg |

| 16 czerwca 1999 | Griqualand West | 29:23 | Natal Sharks | Absa Park, Kimberley |
| 16 czerwca 1999 |                 | 29:23 |              | Absa Park, Kimberley |

| 16 czerwca 1999 | Border Bulldogs | 16:17 | Free State Cheetahs | Waverley Park, East London |
| 16 czerwca 1999 |                 | 16:17 |                     | Waverley Park, East London |

| 16 czerwca 1999 | Griffons | 33:48 | Golden Lions | North West Stadium, Welkom |
| 16 czerwca 1999 |          | 33:48 |              | North West Stadium, Welkom |

| 16 czerwca 1999 | Falcons | 13:15 | Pumas | Bosman Stadium, Brakpan |
| 16 czerwca 1999 |         | 13:15 |       | Bosman Stadium, Brakpan |

| 16 czerwca 1999 | SWD Eagles | 45:22 | Mighty Elephants | Outeniqua Park, George |
| 16 czerwca 1999 |            | 45:22 |                  | Outeniqua Park, George |

| 17 czerwca 1999 | Boland Cavaliers | 0:9 | Western Province | Boland Stadium, Wellington |
| 17 czerwca 1999 |                  | 0:9 |                  | Boland Stadium, Wellington |

| 23 czerwca 1999 | SWD Eagles | 36:24 | Western Province | Outeniqua Park, George |
| 23 czerwca 1999 |            | 36:24 |                  | Outeniqua Park, George |

| 23 czerwca 1999 | Falcons | 65:15 | Western Transvaal | Bosman Stadium, Brakpan |
| 23 czerwca 1999 |         | 65:15 |                   | Bosman Stadium, Brakpan |

| 24 czerwca 1999 | Golden Lions | 14:23 | Free State Cheetahs | Ellis Park, Johannesburg |
| 24 czerwca 1999 |              | 14:23 |                     | Ellis Park, Johannesburg |

| 24 czerwca 1999 | Boland Cavaliers | 30:26 | Pumas | Boland Stadium, Wellington |
| 24 czerwca 1999 |                  | 30:26 |       | Boland Stadium, Wellington |

| 24 czerwca 1999 | Border Bulldogs | 15:26 | Mighty Elephants | Waverley Park, East London |
| 24 czerwca 1999 |                 | 15:26 |                  | Waverley Park, East London |

| 25 czerwca 1999 | Blue Bulls | 16:27 | Natal Sharks | Loftus Versfeld Stadium, Pretoria |
| 25 czerwca 1999 |            | 16:27 |              | Loftus Versfeld Stadium, Pretoria |

| 30 czerwca 1999 | Mighty Elephants | 15:15 | Western Province | PE Stadium, Port Elizabeth |
| 30 czerwca 1999 |                  | 15:15 |                  | PE Stadium, Port Elizabeth |

| 1 lipca 1999 | Border Bulldogs | 46:22 | Griffons | Waverley Park, East London |
| 1 lipca 1999 |                 | 46:22 |          | Waverley Park, East London |

| 1 lipca 1999 | Boland Cavaliers | 23:29 | Falcons | Boland Stadium, Wellington |
| 1 lipca 1999 |                  | 23:29 |         | Boland Stadium, Wellington |

| 1 lipca 1999 | Free State Cheetahs | 47:25 | SWD Eagles | Vodacom Park, Bloemfontein |
| 1 lipca 1999 |                     | 47:25 |            | Vodacom Park, Bloemfontein |

| 1 lipca 1999 | Western Transvaal | 13:65 | Griqualand West | Olën Park, Potchefstroom |
| 1 lipca 1999 |                   | 13:65 |                 | Olën Park, Potchefstroom |

| 2 lipca 1999 | Pumas | 35:38 | Blue Bulls | Johann van Riebeeck Stadium, Witbank |
| 2 lipca 1999 |       | 35:38 |            | Johann van Riebeeck Stadium, Witbank |

| 7 lipca 1999 | Natal Sharks | 30:22 | Free State Cheetahs | Kings Park Stadium, Durban |
| 7 lipca 1999 |              | 30:22 |                     | Kings Park Stadium, Durban |

| 8 lipca 1999 | Griqualand West | 69:15 | Griffons | Absa Park, Kimberley |
| 8 lipca 1999 |                 | 69:15 |          | Absa Park, Kimberley |

| 8 lipca 1999 | Falcons | 33:30 | Border Bulldogs | Bosman Stadium, Brakpan |
| 8 lipca 1999 |         | 33:30 |                 | Bosman Stadium, Brakpan |

| 8 lipca 1999 | SWD Eagles | 31:19 | Boland Cavaliers | Outeniqua Park, George |
| 8 lipca 1999 |            | 31:19 |                  | Outeniqua Park, George |

| 8 lipca 1999 | Mighty Elephants | 22:20 | Western Transvaal | PE Stadium, Port Elizabeth |
| 8 lipca 1999 |                  | 22:20 |                   | PE Stadium, Port Elizabeth |

| 8 lipca 1999 | Blue Bulls | 19:28 | Golden Lions | Loftus Versfeld Stadium, Pretoria |
| 8 lipca 1999 |            | 19:28 |              | Loftus Versfeld Stadium, Pretoria |

| 9 lipca 1999 | Western Province | 15:22 | Pumas | Newlands Stadium, Kapsztad |
| 9 lipca 1999 |                  | 15:22 |       | Newlands Stadium, Kapsztad |

| 11 lipca 1999 | Falcons | 19:41 | SWD Eagles | Bosman Stadium, Brakpan |
| 11 lipca 1999 |         | 19:41 |            | Bosman Stadium, Brakpan |

| 11 lipca 1999 | Pumas | 43:26 | Mighty Elephants | Johann van Riebeeck Stadium, Witbank |
| 11 lipca 1999 |       | 43:26 |                  | Johann van Riebeeck Stadium, Witbank |

| 11 lipca 1999 | Golden Lions | 35:31 | Griqualand West | Ellis Park, Johannesburg |
| 11 lipca 1999 |              | 35:31 |                 | Ellis Park, Johannesburg |

| 11 lipca 1999 | Western Transvaal | 19:62 | Free State Cheetahs | Olën Park, Potchefstroom |
| 11 lipca 1999 |                   | 19:62 |                     | Olën Park, Potchefstroom |

| 11 lipca 1999 | Border Bulldogs | 20:15 | Blue Bulls | Waverley Park, East London |
| 11 lipca 1999 |                 | 20:15 |            | Waverley Park, East London |

| 11 lipca 1999 | Griffons | 19:45 | Natal Sharks | North West Stadium, Welkom |
| 11 lipca 1999 |          | 19:45 |              | North West Stadium, Welkom |

| 14 lipca 1999 | Boland Cavaliers | 28:34 | Natal Sharks | Boland Stadium, Wellington |
| 14 lipca 1999 |                  | 28:34 |              | Boland Stadium, Wellington |

| 15 lipca 1999 | Western Province | 22:37 | Golden Lions | Danie Craven Stadium, Stellenbosch |
| 15 lipca 1999 |                  | 22:37 |              | Danie Craven Stadium, Stellenbosch |

| 15 lipca 1999 | Griffons | 20:47 | Falcons | North West Stadium, Welkom |
| 15 lipca 1999 |          | 20:47 |         | North West Stadium, Welkom |

| 15 lipca 1999 | Griqualand West | 13:15 | Mighty Elephants | Absa Park, Kimberley |
| 15 lipca 1999 |                 | 13:15 |                  | Absa Park, Kimberley |

| 15 lipca 1999 | Western Transvaal | 15:48 | Pumas | Olën Park, Potchefstroom |
| 15 lipca 1999 |                   | 15:48 |       | Olën Park, Potchefstroom |

| 15 lipca 1999 | Free State Cheetahs | 17:38 | Blue Bulls | Vodacom Park, Bloemfontein |
| 15 lipca 1999 |                     | 17:38 |            | Vodacom Park, Bloemfontein |

| 16 lipca 1999 | Border Bulldogs | 23:18 | SWD Eagles | Waverley Park, East London |
| 16 lipca 1999 |                 | 23:18 |            | Waverley Park, East London |

| 21 lipca 1999 | Mighty Elephants | 21:6 | Falcons | PE Stadium, Port Elizabeth |
| 21 lipca 1999 |                  | 21:6 |         | PE Stadium, Port Elizabeth |

| 21 lipca 1999 | Golden Lions | 56:20 | Western Transvaal | Ellis Park, Johannesburg |
| 21 lipca 1999 |              | 56:20 |                   | Ellis Park, Johannesburg |

| 22 lipca 1999 | SWD Eagles | 102:0 | Griffons | Outeniqua Park, George |
| 22 lipca 1999 |            | 102:0 |          | Outeniqua Park, George |

| 22 lipca 1999 | Pumas | 22:18 | Griqualand West | Johann van Riebeeck Stadium, Witbank |
| 22 lipca 1999 |       | 22:18 |                 | Johann van Riebeeck Stadium, Witbank |

| 22 lipca 1999 | Free State Cheetahs | 54:42 | Western Province | Vodacom Park, Bloemfontein |
| 22 lipca 1999 |                     | 54:42 |                  | Vodacom Park, Bloemfontein |

| 22 lipca 1999 | Blue Bulls | 56:24 | Boland Cavaliers | Loftus Versfeld Stadium, Pretoria |
| 22 lipca 1999 |            | 56:24 |                  | Loftus Versfeld Stadium, Pretoria |

| 23 lipca 1999 | Natal Sharks | 50:24 | Border Bulldogs | Kings Park Stadium, Durban |
| 23 lipca 1999 |              | 50:24 |                 | Kings Park Stadium, Durban |

| 28 lipca 1999 | Blue Bulls | 36:32 | SWD Eagles | Loftus Versfeld Stadium, Pretoria |
| 28 lipca 1999 |            | 36:32 |            | Loftus Versfeld Stadium, Pretoria |

| 29 lipca 1999 | Natal Sharks | 25:17 | Golden Lions | Kings Park Stadium, Durban |
| 29 lipca 1999 |              | 25:17 |              | Kings Park Stadium, Durban |

| 29 lipca 1999 | Mighty Elephants | 46:24 | Boland Cavaliers | PE Stadium, Port Elizabeth |
| 29 lipca 1999 |                  | 46:24 |                  | PE Stadium, Port Elizabeth |

| 29 lipca 1999 | Border Bulldogs | 21:5 | Griqualand West | Waverley Park, East London |
| 29 lipca 1999 |                 | 21:5 |                 | Waverley Park, East London |

| 29 lipca 1999 | Griffons | 20:19 | Western Transvaal | North West Stadium, Welkom |
| 29 lipca 1999 |          | 20:19 |                   | North West Stadium, Welkom |

| 29 lipca 1999 | Western Province | 28:27 | Falcons | Newlands Stadium, Kapsztad |
| 29 lipca 1999 |                  | 28:27 |         | Newlands Stadium, Kapsztad |

| 30 lipca 1999 | Pumas | 20:37 | Free State Cheetahs | Johann van Riebeeck Stadium, Witbank |
| 30 lipca 1999 |       | 20:37 |                     | Johann van Riebeeck Stadium, Witbank |

| 4 sierpnia 1999 | Free State Cheetahs | 18:12 | Mighty Elephants | Vodacom Park, Bloemfontein |
| 4 sierpnia 1999 |                     | 18:12 |                  | Vodacom Park, Bloemfontein |

| 4 sierpnia 1999 | Golden Lions | 44:21 | Pumas | Ellis Park, Johannesburg |
| 4 sierpnia 1999 |              | 44:21 |       | Ellis Park, Johannesburg |

| 4 sierpnia 1999 | Griqualand West | 54:24 | Boland Cavaliers | Absa Park, Kimberley |
| 4 sierpnia 1999 |                 | 54:24 |                  | Absa Park, Kimberley |

| 4 sierpnia 1999 | Western Transvaal | 26:32 | Border Bulldogs | Olën Park, Potchefstroom |
| 4 sierpnia 1999 |                   | 26:32 |                 | Olën Park, Potchefstroom |

| 4 sierpnia 1999 | Griffons | 23:49 | Western Province | North West Stadium, Welkom |
| 4 sierpnia 1999 |          | 23:49 |                  | North West Stadium, Welkom |

| 4 sierpnia 1999 | Falcons | 26:26 | Blue Bulls | Bosman Stadium, Brakpan |
| 4 sierpnia 1999 |         | 26:26 |            | Bosman Stadium, Brakpan |

| 6 sierpnia 1999 | SWD Eagles | 24:18 | Natal Sharks | Outeniqua Park, George |
| 6 sierpnia 1999 |            | 24:18 |              | Outeniqua Park, George |

| 11 sierpnia 1999 | Boland Cavaliers | 33:42 | Border Bulldogs | Boland Stadium, Wellington |
| 11 sierpnia 1999 |                  | 33:42 |                 | Boland Stadium, Wellington |

| 11 sierpnia 1999 | Golden Lions | 52:12 | Falcons | Ellis Park, Johannesburg |
| 11 sierpnia 1999 |              | 52:12 |         | Ellis Park, Johannesburg |

| 11 sierpnia 1999 | Pumas | 17:26 | SWD Eagles | Johann van Riebeeck Stadium, Witbank |
| 11 sierpnia 1999 |       | 17:26 |            | Johann van Riebeeck Stadium, Witbank |

| 11 sierpnia 1999 | Blue Bulls | 26:32 | Griqualand West | Loftus Versfeld Stadium, Pretoria |
| 11 sierpnia 1999 |            | 26:32 |                 | Loftus Versfeld Stadium, Pretoria |

| 11 sierpnia 1999 | Free State Cheetahs | 84:30 | Griffons | Vodacom Park, Bloemfontein |
| 11 sierpnia 1999 |                     | 84:30 |          | Vodacom Park, Bloemfontein |

| 12 sierpnia 1999 | Western Province | 52:3 | Western Transvaal | Newlands Stadium, Kapsztad |
| 12 sierpnia 1999 |                  | 52:3 |                   | Newlands Stadium, Kapsztad |

| 13 sierpnia 1999 | Mighty Elephants | 22:16 | Natal Sharks | PE Stadium, Port Elizabeth |
| 13 sierpnia 1999 |                  | 22:16 |              | PE Stadium, Port Elizabeth |

| 18 sierpnia 1999 | Western Transvaal | 16:31 | SWD Eagles | Olën Park, Potchefstroom |
| 18 sierpnia 1999 |                   | 16:31 |            | Olën Park, Potchefstroom |

| 19 sierpnia 1999 | Griffons | 17:32 | Mighty Elephants | North West Stadium, Welkom |
| 19 sierpnia 1999 |          | 17:32 |                  | North West Stadium, Welkom |

| 19 sierpnia 1999 | Border Bulldogs | 22:17 | Pumas | Waverley Park, East London |
| 19 sierpnia 1999 |                 | 22:17 |       | Waverley Park, East London |

| 19 sierpnia 1999 | Falcons | 26:45 | Griqualand West | Bosman Stadium, Brakpan |
| 19 sierpnia 1999 |         | 26:45 |                 | Bosman Stadium, Brakpan |

| 19 sierpnia 1999 | Natal Sharks | 65:29 | Western Province | Kings Park Stadium, Durban |
| 19 sierpnia 1999 |              | 65:29 |                  | Kings Park Stadium, Durban |

| 20 sierpnia 1999 | Boland Cavaliers | 14:37 | Golden Lions | Boland Stadium, Wellington |
| 20 sierpnia 1999 |                  | 14:37 |              | Boland Stadium, Wellington |

| 25 sierpnia 1999 | Falcons | 17:8 | Free State Cheetahs | Bosman Stadium, Brakpan |
| 25 sierpnia 1999 |         | 17:8 |                     | Bosman Stadium, Brakpan |

| 26 sierpnia 1999 | Griffons | 48:53 | Boland Cavaliers | North West Stadium, Welkom |
| 26 sierpnia 1999 |          | 48:53 |                  | North West Stadium, Welkom |

| 26 sierpnia 1999 | Griqualand West | 31:28 | Western Province | Absa Park, Kimberley |
| 26 sierpnia 1999 |                 | 31:28 |                  | Absa Park, Kimberley |

| 26 sierpnia 1999 | Blue Bulls | 33:27 | Mighty Elephants | Loftus Versfeld Stadium, Pretoria |
| 26 sierpnia 1999 |            | 33:27 |                  | Loftus Versfeld Stadium, Pretoria |

| 26 sierpnia 1999 | Natal Sharks | 54:15 | Pumas | Kings Park Stadium, Durban |
| 26 sierpnia 1999 |              | 54:15 |       | Kings Park Stadium, Durban |

| 27 sierpnia 1999 | SWD Eagles | 0:27 | Golden Lions | Outeniqua Park, George |
| 27 sierpnia 1999 |            | 0:27 |              | Outeniqua Park, George |

## Faza pucharowa
|  |                     |                     |              |                 |    |              |              |       |
|  | Półfinał            | Półfinał            | Półfinał     |                 |    | Finał        | Finał        | Finał |
|  | Półfinał            | Półfinał            | Półfinał     |                 |    | Finał        | Finał        | Finał |
|  | 2 września 1999     |                     |              |                 |    |              |              |       |
|  |                     |                     |              |                 |    |              |              |       |
|  | Natal Sharks        | Natal Sharks        | 45           |                 |    |              |              |       |
|  | Natal Sharks        | Natal Sharks        | 45           | 9 września 1999 |    |              |              |       |
|  | Free State Cheetahs | Free State Cheetahs | 8            |                 |    |              |              |       |
|  | Free State Cheetahs | Free State Cheetahs | 8            |                 |    | Natal Sharks | Natal Sharks | 9     |
|  | 2 września 1999     |                     |              |                 |    | Natal Sharks | Natal Sharks | 9     |
|  |                     |                     | Golden Lions | Golden Lions    | 32 |              |              |       |
|  | Golden Lions        | Golden Lions        | Golden Lions | Golden Lions    | 32 | 81           |              |       |
|  | Golden Lions        | Golden Lions        |              |                 |    |              |              |       |
|  | SWD Eagles          | SWD Eagles          | 21           |                 |    |              |              |       |
|  | SWD Eagles          | SWD Eagles          | 21           |                 |    |              |              |       |

| 2 września 1999 | Natal Sharks | 45:8 | Free State Cheetahs | Kings Park Stadium, Durban |
| 2 września 1999 |              | 45:8 |                     | Kings Park Stadium, Durban |

| 2 września 1999 | Golden Lions | 81:21 | SWD Eagles | Ellis Park, Johannesburg |
| 2 września 1999 |              | 81:21 |            | Ellis Park, Johannesburg |

| 9 września 1999 | Natal Sharks | 9:32 | Golden Lions | Kings Park Stadium, Durban Sędzia: André Watson |
| 9 września 1999 |              | 9:32 |              | Kings Park Stadium, Durban Sędzia: André Watson |